# Anders Donner

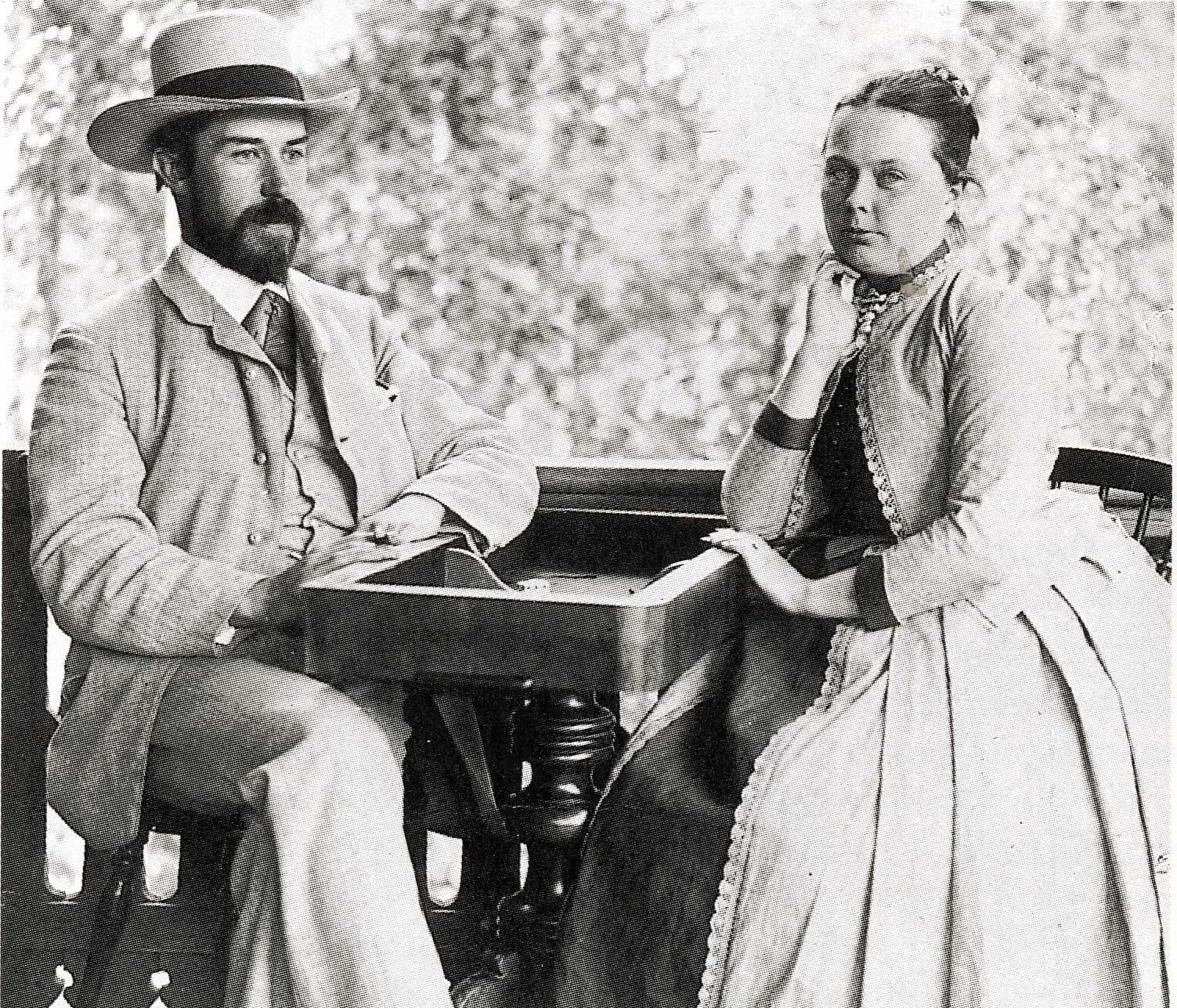
Eheleute Anders und Elin Donner (1889)

Anders Severin Donner (russisch Андрей Иванович Доннер; * 24. Oktoberjul. / 5. November 1854greg. in Karleby; † 15. April 1938 in Helsingfors) war ein finnischer Astronom.

## Leben
Anders war Angehöriger einer finnlandschwedischen wohlhabenden Familie der Oberschicht, die sich auf deutsche Einwanderer des 17. Jahrhunderts zurückführt. Seine Eltern waren Anders Donner (1827–1858) und Louise Malmin.
Donner studierte seit 1871 Mathematik und auch Astronomie. Sein Studium setzte er an den Universitäten Leipzig und Königsberg fort. Während seines Studiums war er in Gotha Assistent von Adalbert Krueger, später auch Assistent in Stockholm bei Hugo Gyldén. 1880 wurde er an der Kaiserlichen Alexanders-Universität zu Finnland promoviert.
Von 1881 bis 1883 hatte Donner ebd. eine Assistenzprofessor für Astronomie inne, bevor er 1883 ordentlicher Professor für Astronomie am Observatorium der Universität wurde. Donner war seit 1897 korrespondierendes Mitglied der St. Petersburger Akademie der Wissenschaften. In den Jahren 1911 bis 1915 war er Vizerektor und von 1902 bis 1915 Rektor der Universität.
Als Universitätskanzler wirkte er in den Jahren 1917 bis 1919 und 1921 bis 1926 und war zudem von 1922 bis 1924 auch Vizepräsident der Astronomischen Gesellschaft.
Unter seiner Leitung nahm das Observatorium an einem internationalen Projekt zur Vermessung des Sternenhimmels teil, im Zuge dessen von 285.000 Sternen die Größe und die exakten Koordinaten bestimmt wurden.
In Würdigung seiner Forschungsleistung wurden der Mondkrater Donner und der Asteroid (1398) Donnera nach ihm benannt.